# توماس مارتن
توماس مارتن (بالألمانية: Thomas Martin)‏ (10 يناير 1958 - ) هو لاعب كرة قدم ألماني، يلعب كلاعب وسط، لعب 139 مباراة وسجل 7 أهداف.

## مسيرته

### مسيرته مع الأندية
- 1978 - 1984 لعب مع كيكرز أوفنباخ 139 مباراة سجل خلالها 7 أهداف.

## روابط خارجية
- توماس مارتن على موقع قاعدة بيانات كرة القدم.إي يو (الإنجليزية)
- توماس مارتن على موقع بيانات كرة القدم. دي إي (الألمانية)